# Zbigniew Kicka
Zbigniew Kicka (* 9. April 1950 in Polanica-Zdrój; † 4. Mai 2022 in Wodzisław Śląski) war ein polnischer Boxer im Weltergewicht.

## Erfolge
Zbigniew Kicka wurde 1978 und 1979 Polnischer Meister sowie 1973 und 1974 Vizemeister.
Sein größter internationaler Erfolg war der Gewinn einer Bronzemedaille bei den Weltmeisterschaften 1974 in Havanna. Nach Siegen gegen Miguel Pena aus der Dominikanischen Republik, Marijan Beneš aus Jugoslawien und Reinhard Skricek aus Deutschland schied er erst im Halbfinale gegen den US-Amerikaner Clinton Jackson aus.
1976 startete er bei den Olympischen Spielen von Montreal, wo er im ersten Kampf erneut an Clinton Jackson scheiterte. Bei den Weltmeisterschaften 1978 in Belgrad erreichte er das Viertelfinale, nachdem er Kouadio Kouassi von der Elfenbeinküste und Vincent Byarugaba aus Uganda geschlagen hatte, und schied anschließend gegen den Deutschen Ernst Müller aus.